# ベストだぜ!!
『ベストだぜ!!』は、ウルフルズ2枚目のベスト・アルバム。
2001年4月28日発売。発売元は東芝EMI。

## メンバー
- トータス松本 - ボーカル・ギター・ハーモニカ
- ジョン・B・チョッパー - ベース・コーラス
- サンコンJr. - ドラムス・コーラス
- ウルフルケイスケ - ギター・コーラス

## 収録曲

### CD
| #         | タイトル                                       | 作詞                                           | 作曲                                           | 編曲                     | 時間  |
| --------- | ---------------------------------------------- | ---------------------------------------------- | ---------------------------------------------- | ------------------------ | ----- |
| 1.        | 「ガッツだぜ!!」                               | トータス松本                                   | トータス松本                                   | ウルフルズ 伊藤銀次      | 3:43  |
| 2.        | 「バンザイ 〜好きでよかった〜」                | トータス松本                                   | トータス松本                                   | ウルフルズ 伊藤銀次      | 4:37  |
| 3.        | 「かわいいひと」                               | トータス松本 ウルフルケイスケ                  | トータス松本 ウルフルケイスケ                  | ウルフルズ 吉田建        | 3:51  |
| 4.        | 「明日があるさ（ジョージアで行きましょう編）」 | 青島幸男 替え歌:福里真一                       | 中村八大                                       | ウルフルズ 藤井丈司      | 3:44  |
| 5.        | 「それが答えだ!」                              | トータス松本                                   | トータス松本                                   | ウルフルズ 吉田建        | 5:04  |
| 6.        | 「あそぼう」                                   | トータス松本                                   | トータス松本                                   | ウルフルズ 吉田建        | 3:22  |
| 7.        | 「ウルフルズ A・A・Pのテーマ」                 | トータス松本                                   | トータス松本                                   | ウルフルズ 吉田建 太田要 | 4:09  |
| 8.        | 「大阪ストラット」                             | 大瀧詠一                                       | 大瀧詠一                                       | ウルフルズ 伊藤銀次      | 4:45  |
| 9.        | 「まかせなさい」                               | トータス松本                                   | トータス松本                                   | ウルフルズ 吉田建        | 4:01  |
| 10.       | 「トコトンで行こう!」                          | トータス松本 伊藤銀次                          | トータス松本                                   | ウルフルズ 伊藤銀次      | 3:17  |
| 11.       | 「ワンダフル・ワールド」                       | ハーブ・アルパート ルー・アドラー サム・クック | ハーブ・アルパート ルー・アドラー サム・クック | ウルフルズ 吉田建        | 3:16  |
| 12.       | 「ヤング ソウル ダイナマイト」                 | トータス松本                                   | トータス松本                                   | ウルフルズ 藤井丈司      | 4:12  |
| 13.       | 「すっとばす」                                 | トータス松本 サンコンJr.                       | トータス松本                                   | ウルフルズ 伊藤銀次      | 2:52  |
| 14.       | 「SUN SUN SUN'95」                             | トータス松本                                   | トータス松本 ウルフルケイスケ                  | ウルフルズ               | 4:27  |
| 15.       | 「やぶれかぶれ」                               | トータス松本 ウルフルケイスケ                  | トータス松本 ウルフルケイスケ                  | ウルフルズ               | 4:08  |
| 16.       | 「借金大王」                                   | トータス松本                                   | トータス松本                                   | ウルフルズ 伊藤銀次      | 3:40  |
| 17.       | 「ラブラブ一直線」                             | トータス松本                                   | トータス松本                                   | ウルフルズ 藤井丈司      | 4:44  |
| 18.       | 「僕の人生の今は何章目ぐらいだろう」           | トータス松本                                   | トータス松本                                   | ウルフルズ               | 5:06  |
| 19.       | 「いい女」                                     | トータス ケイスケ                              | トータス ケイスケ                              | ウルフルズ               | 4:38  |
| 合計時間: | 合計時間:                                      | 合計時間:                                      | 合計時間:                                      | 合計時間:                | 77:36 |

## 曲解説
1. ガッツだぜ!!
9thシングル
2. バンザイ 〜好きでよかった〜
10thシングル
3. かわいいひと
15thシングル
4. 明日があるさ（ジョージアで行きましょう編）
21stシングル
5. それが答えだ!
14thシングル
6. あそぼう
18thシングル
7. ウルフルズ A・A・Pのテーマ
アルバム「Let's Go」収録
8. 大阪ストラット
7thシングル
9. まかせなさい
17thシングル
10. トコトンで行こう!
6thシングル
11. ワンダフル・ワールド
シングル「かわいいひと」収録
12. ヤング ソウル ダイナマイト
19thシングル
13. すっとばす
5thシングル
14. SUN SUN SUN'95
8thシングル
15. やぶれかぶれ
1stシングル
16. 借金大王
4thシングル
17. ラブラブ一直線
新曲
18. 僕の人生の今は何章目ぐらいだろう
アルバム『Stupid & honest』収録
19. いい女
アルバム『Stupid&Honest』収録バージョン。原曲とは少しテンポが遅くコーラスの違いが多少ある。